# Kineska politika jednog djeteta
Kineska politika jednog djeteta započela je 1979. godine s ciljem smanjenja nataliteta i kontrole rasta stanovništva. Bračni parovi u kineskim gradovima smiju imati samo jedno dijete, dok na selu smiju imati jedno ili dvoje, ako je prvo dijete djevojčica. Politika se ne odnosi na Tibet, Hong Kong i Makao. Politika jednog djeteta u Kini ukinuta je 29. listopada 2015. godine.
Neke etničke grupe smiju imati više djece jer se kineske vlasti boje optužbi za genocid. Oni koji prekrše vladinu odluku snose kaznu koja iznosi 10 puta više od prosječnog godišnjeg primanja kućanstva u Kini. Mogu izgubiti i posao, pristup liječenju i obrazovanju. 
Kineske vlasti i dalje planiraju provoditi politiku jednog djeteta jer smatraju da bračni parovi žele imati previše djece. Plan je da kontrola rađanja traje još 50 godina.
Razvijene zapadne države su krajem 70-ih godina 20 stoljeća, pritisnule Kinu da uvede politiku jednog djeteta zbog tvrdnji da kinesko povećanje stanovništva predstavlja prijetnju miru i svjetskim ekonomskim resursima. Te tvrdnje su kontroverzne i ne slažu se svi s njima. UNICEF je donio kontroverznu odluku 1997. godine, kojom je Kinu proglasio najprijateljskijom zemljom na svijetu po pitanju djece, usprkos kineskoj politici, da parovi mogu imati samo jedno dijete. UNICEF i UNFPA finaciraju Kinu s 5 milijuna dolara godišnje u potpori kineske politike jednog djeteta. Japanski istraživači utvrdili su, da na Zemlji ima dovoljno hrane ne samo za postojeće stanovništvo već bi bilo dovoljno i za 57 milijardi ljudi, bez da se traže novi izvori hrane i bez napretka znanosti. Dio znanstvenika smatra da nema gospodarskog napretka bez povećanja stanovništva. Starenje stanovištva tj. manje mladih i sve više staraca smanjuju mogućnost ekonomskog napretka zemlje. Dio znanstvenika smatra da smanjenje rađanja nalikuje kolonijalnoj politici koju bogati Sjever koristi da pritisne siromašni Jug, nego što se radi o stvarnoj skrbi da se ograniči i zaustavi natalitet. Papa Ivan Pavao II. izjavio je da političari bogatih zemalja teroriziraju siromašne narode jer se boje da oni svojim natalitetom ne bi ugrozili blagostanje i spokojstvo njihovih naroda.
Prema podacima Ujedinjenih naroda stopa fertiliteta bila je 3,3 za 1980. godinu. Pala je na 1,7 2005. godine. Prema tome Kineskinje tijekom cijeloga života rode u prosjeku 1,7 djece. Minimalni broj djece da se ne smanjuje broj stanovništva je 2,1. Ako se ovakva niska stopa nastavi, Kina će imati sve manje stanovnika i velike socijalne i populacijske teškoće. Do 2025. godine prema podacima UN-a, broj Kineza starijih od 60 godina porast će s 11 posto iz 2005. godine na 20 posto. Istovremeno, populacija od 15 do 24 godine smanjit će se s 17 na 12 posto ukupnog kineskog stanovništva. U Kini ne postoji odgovarajući socijalni program brige za starije osobe. Budući da mogu imati samo jedno dijete, Kinezi nastoje da to budu dječaci, jer oni nastavljaju obiteljsku lozu, potrebni su kao radna snaga u poljoprivredi i tradicinalno se sinovi brinu za roditelje u starosti. Stoga u Kini je prisutna velika stopa pobačaja djevojčica i čedomorstva već rođenih djevojčica. Široka dostupnost ultrazvuka i lak pristup pobačaju doveli su do velikog nesrazmjera između broja dječaka i djevojčica. Predviđa se da će do 2020. godine biti 30 – 60 milijuna više muškaraca nego žena, iz čega proizlazi da se mnogi mladići neće oženiti, što će dodatno smanjiti natalitet.
Premda kineske vlasti zabranjuju pobačaj koji se temelji na spolu i plaćaju parovima da imaju djevojčice, nesrazmjer između spolova iz godine u godinu raste. Trend je bio izraženiji u ruralnim krajevima: 130:100 u Guangdongu i 135:100 u Hainanu. Zabrana izvođenja pobačaja radi spola djeteta donesena je 2003. godine. Otmice i prodaja djevojčica postali su rašireni oblik kriminala u Kini. Mnogi su očajni u potrazi za ženama i plaćaju visoke iznose kriminalnim organizacijama. Oni koji prodaju djevojčice obično su parovi koji imaju jedno dijete “viška” i boje se vladine kazne. Oko 70 000 kineske djece otima se godišnje. Kineske vlasti ne istražuju otmice, čak sprječavaju roditelje u potrazi za djecom.